# Briancoppinsia cytospora
Briancoppinsia cytospora is een korstmosparasiet behorend tot de familie Arthoniaceae. Deze parasiet groeit op het gewoon schildmos (Parmelia sulcata), Pertusaria, Cladonia en groene schotelkorst (Lecanora conizaeoides).

## Verspreiding
In Nederland komt het zeer zeldzaam voor. Het staat niet op de rode lijst en is niet bedreigd.